# Jardins Epafroditianos

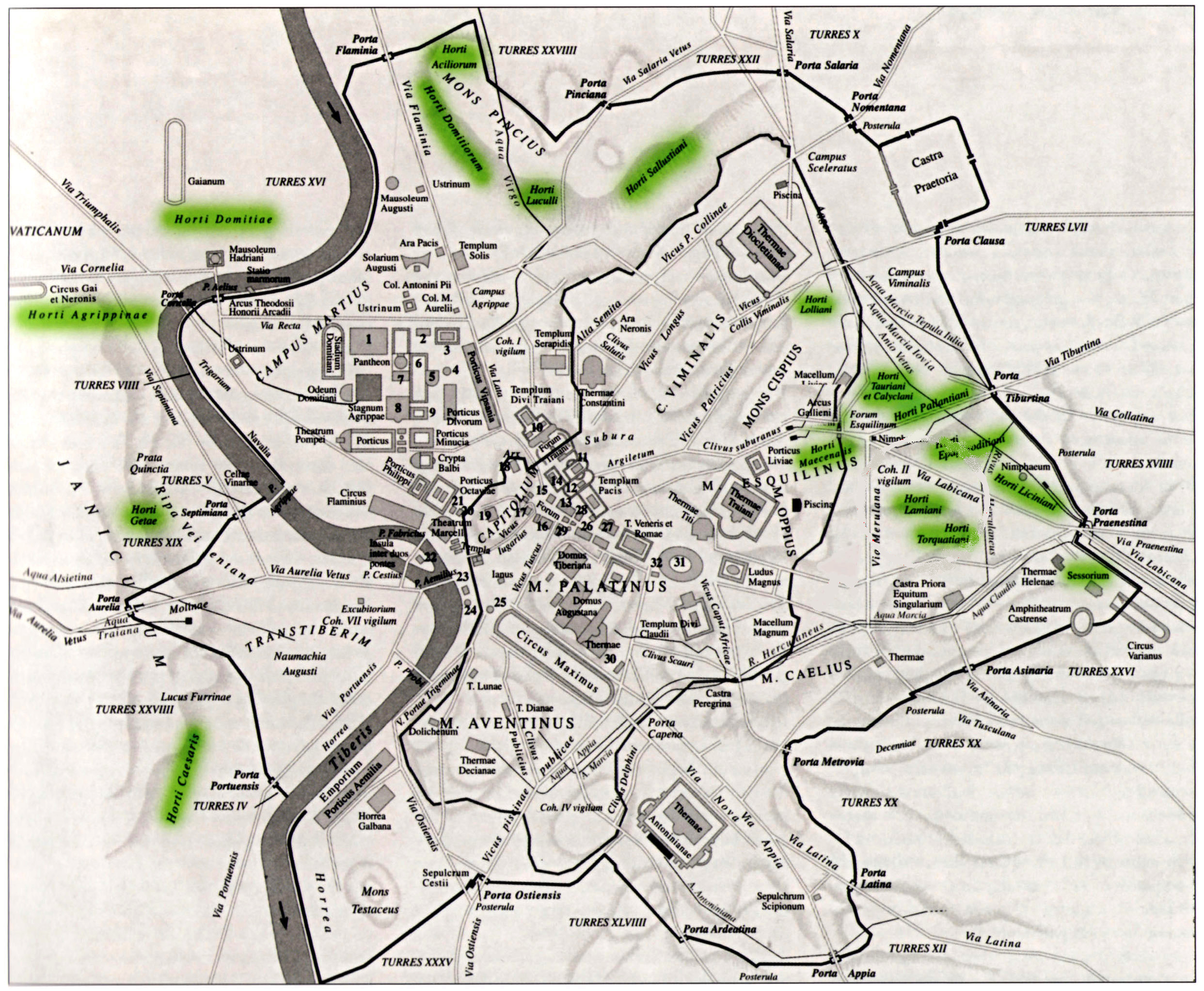
Neste mapa dos Horti Lamiani, é possível ver o Horti Epaphroditiani ao norte, entre os Horti Liciniani e o Horti Pallantiani.

Jardins Epafroditianos (em latim: Horti Epaphroditiani) era um jardim localizado no rione Esquilino de Roma, perto da Porta Maggiore e parte dos antigos Horti Tauriani.

## História
Este jardim ficava na Regio V Esquiliae da Roma de Augusto e seu nome era uma referência ao seu proprietário, Epafrodito, um poderoso liberto de Nero que, segundo Suetônio, foi assassinado pelo imperador Domiciano, que cobiçava seus bens. Frontino o localiza na região na qual o aqueduto Ânio Novo se juntava à Água Tépula, atrás dos Horti Pallantiani, do qual era vizinho.
Segundo uma outra interpretação, os Horti Epaphroditiani ficavam do lado de fora da Porta Maggiore.